# Börwang

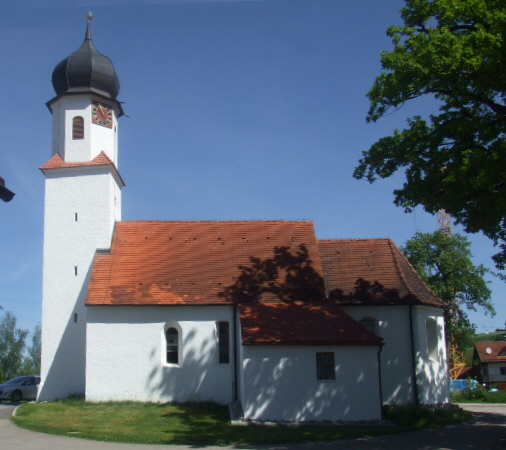
Filialkirche St. Leonhard

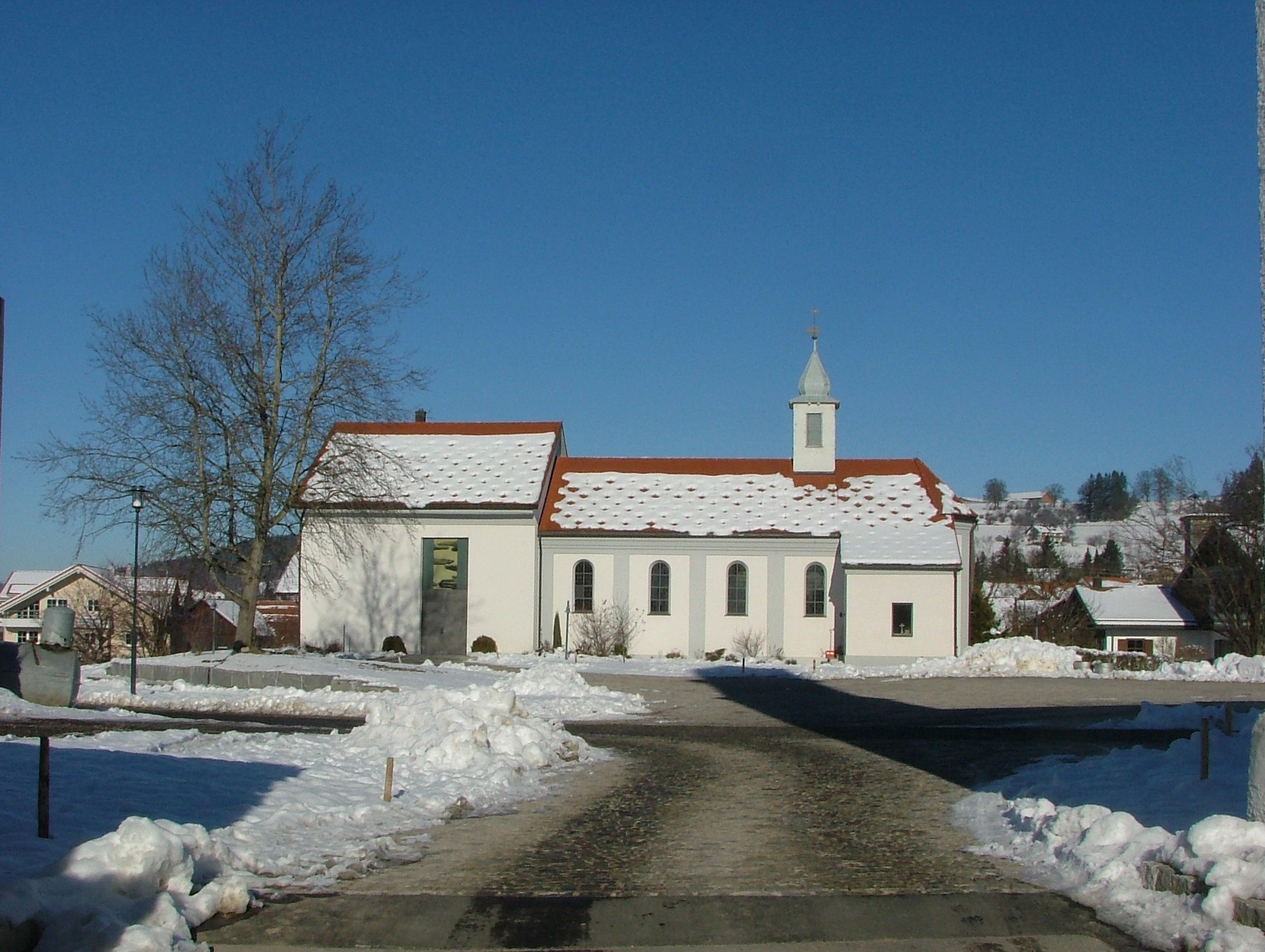
Kirche Mater Salvatoris

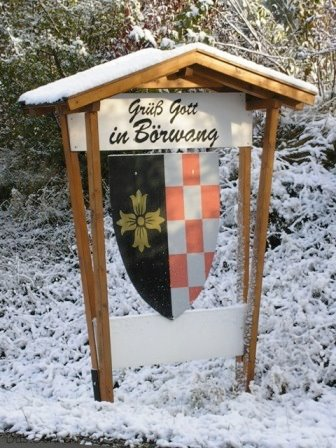
Börwang

Börwang ist ein Gemeindeteil der Gemeinde Haldenwang im bayrischen Landkreis Oberallgäu.

## Geographie
Das Kirchdorf liegt am nördlichen Rand des Landkreises Oberallgäu, südlich von Haldenwang an der Staatsstraße 2055 zwischen Leubas und Waizenried. Wenige Kilometer westlich verläuft die Bundesautobahn 7, im Osten liegt das Waldgebiet Kronholz.

## Bau- und Bodendenkmäler
- Kath. Filialkirche St. Leonhard, erbaut zwischen 1460 und 1480
- Burg Wagegg, erstmals im Jahr 1170 erwähnt

## Veranstaltungen
- Leonhardiritt (um den 6. November): Der erste Leonhardiritt in Börwang fand im Jahre 1921 statt. Auf dem Dorfplatz werden die beteiligten Pferde und das anwesende Nutzvieh sowie alle parkenden Autos gesegnet.
- Klausentreiben am 5. Dezember: Das Klausentreiben in Börwang hat eine lange Tradition, aber erst im Jahre 2006 wurde der Verein Börwangs Klausen e. V. gegründet. Der Verein hat es sich zum Ziel gemacht, das Brauchtum zu pflegen und damit langfristig am Leben zu halten.